# فيرونا
فِرونة أو فيرونة أو فِرونا أو (نقحرة: فيرونا) (بالإيطالية:Verona) هي مدينة تقع في الجزء الشمالي من إيطاليا. تقع مقاطعة فيرونا ضمن إقليم فِنيتة، يبلغ عدد سكانها 264,296 نسمة. يزور فيرونا سنويا مئات الآلاف من السياح، كثير منهم أجانب، لغناها الفني ومناسباتها السنوية المتنوعة، مثل موسم الأوبرا الأرينية. وضعتها منظمة اليونسكو ضمن مواقع التراث العالمي لكثرة معالمها التاريخية الهامة بها و تعود أهمية المدينة التاريخية والاقتصادية لموقعها الجغرافي وغناها المائي؛ ومن بين أشهر المعالم في المدينة أرينا فيرونا ومنزل جولييت.

## السكان
في سنة 1871 بلغ عدد السكان 86٬443 نسمة، وتطور العدد ليصل في سنة 2011 لـ 252٬520 نسمة.
يظهر هذا المخطط البياني تطور النمو السكاني لـ فيرونا

## الجغرافيا
تقع فيرونا على ارتفاع 59 متر فوق مستوى سطح البحر، على هضبة سان بييترو، إضافة إلى جبال ليسينيا الجنوبية، كما تقع المدينة على طول ضفاف نهر أدجة عند النقطة التي يدخل فيها وادي بو ويشكل تعرجاً مزدوجاً، حيث تقع البلدة القديمة ومركز المدينة الحديثة في وسط حلقة من نهر أدجة. بسبب هذا الوضع شهدت فيضانات اعتيادية حتى عام 1956، عندما شيد نفق موري توربولي الذي يصرف 500 متر مكعب من فائض نهر أدجة في حالة خطر الفيضان إلى بحيرة غاردا على بعد 30 كم شرقًا. قلـَّل النفق من خطر الفيضانات من مرة كل سبع سنوات إلى مرة كل قرنين.
منذ القِدم كانت المدينة محطة أساسية في أي نظام نقل بري أو مائي شمال شرق إيطاليا، وكانت في العصر الروماني نقطة التقاء لأربعة طرق رومانية: طريق غاليكا وطريق كلاوديا أوغوستا وفيكوم فيرونينسيوم وطريق بوستوميا. ولا تزال فيرونا محطة جغرافية هامة - بالنسبة للمرور والسكك الحديدية والطرق السريعة - لوقوعها في مفترق الطرق بين المسارات من وسط وشمال غرب إيطاليا مع معبر برينر.
و فيما يتعلق بمخاطر الزلازل، تصنف فيرونا محليا في المنطقة 3 (نشاط منخفض).

### الديموغرافيا

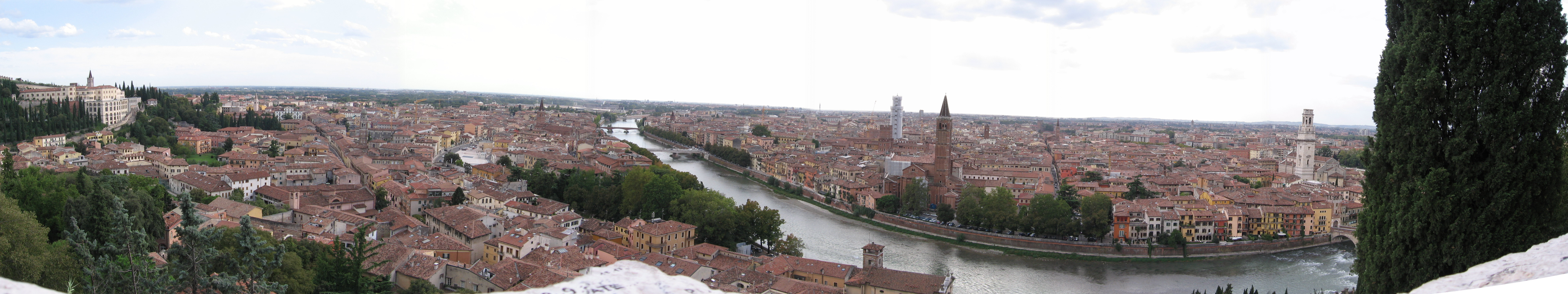
صورة بانورامية لفيرونا

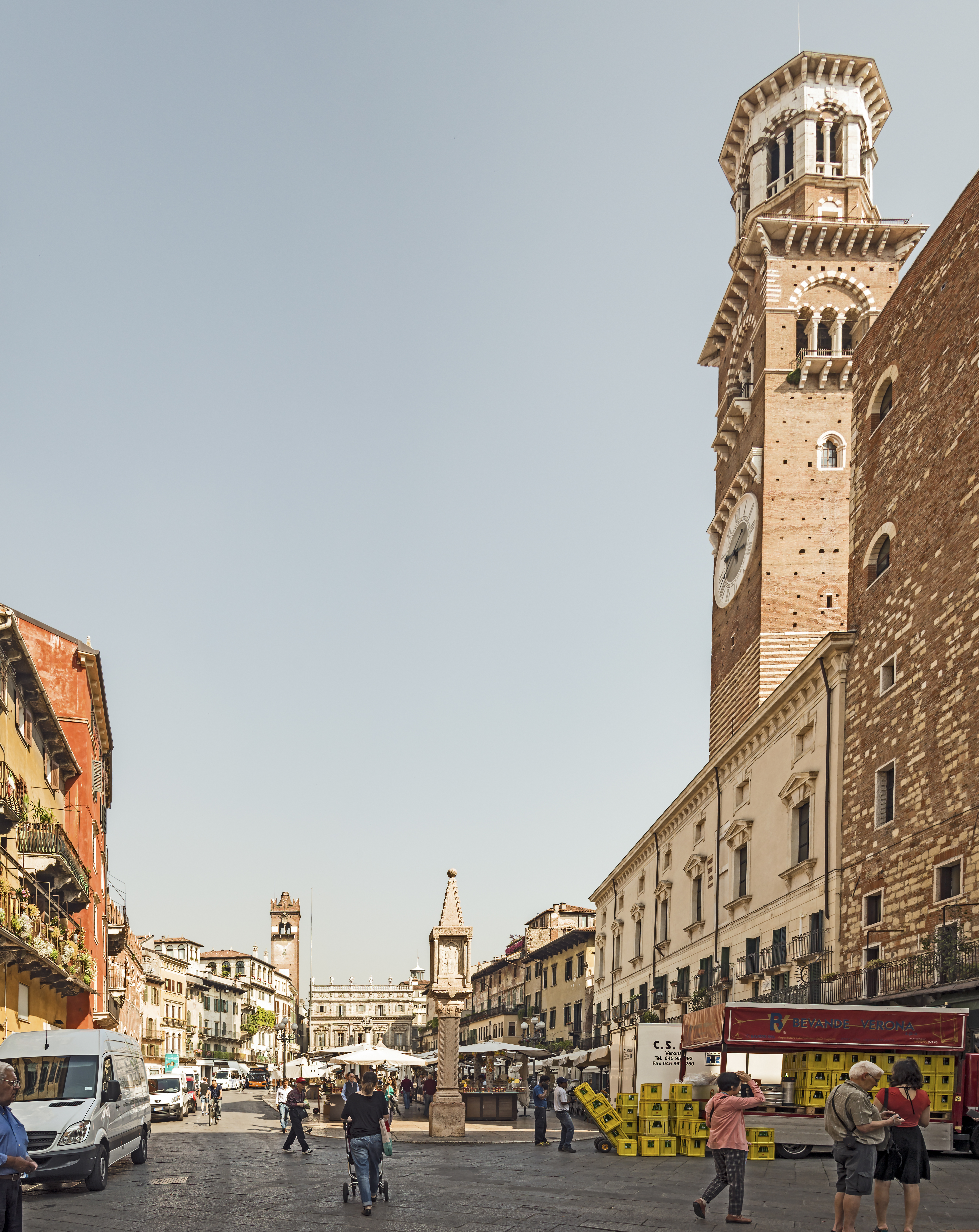
ساحة ديلي إربي

تاريخيًا سكان فيرونا كان أغلبهم إيطاليين؛ إلا أن التركيبة السكانية في السنوات الماضية قد تغيرت بسبب موجات الهجرة والمهاجرين الأخيرة من جميع أنحاء العالم الذين اختاروها ديارًا لهم. وفي إحصاء عام 2005 تم تحديد 7.9% من السكان (حوالي 20.000 نسمة) من غير الإيطاليين، أغلبهم مهاجرون من مناطق مثل أوروبا الشرقية وشمال أفريقيا وجنوب آسيا.

## التاريخ
المنطقة التي شُيدت عليها مدينة فيرونا كانت مأهولة بالسكان منذ العصر الحجري الحديث؛ وهناك من يقول أنَّه كان يوجد قرية جنوب منطقة تل سان بيترو على طول مجرى نهر أدجة على واحد من المواقع القليلة التي يمكن عبور النهر من خلالها. في الواقع منطقة تل سان بيترو غنية بالاكتشافات الأثرية، وبها تم العثور على آثار المنازل التي شكلت القرية القديمة. في عصر ما قبل التاريخ وصل إلى فيرونا شعب تشينومانو الغالي الذي استقر في المنطقة الغربية ووصل إلى مجرى نهر أدجة؛ ومن الأرجح أن قرية التلال كان يسكنها التشينومانيين و البنادقة معًا.

### التاريخ القديم

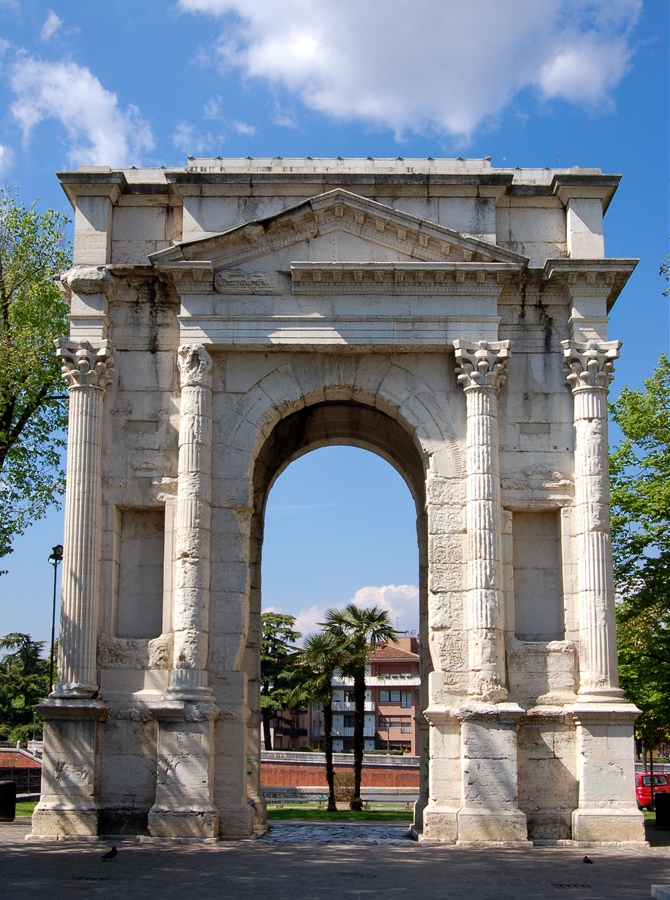
اركو داي جافي

تم توثيق التعاملات الأولى بين مدينتي روما وفيرونا في القرن الثالث قبل الميلاد حيث كانت تربطهما علاقات صداقة وتحالف. قد تعود العلاقات الأولى بينهما إلى 390 قبل الميلاد حينما غزا أتباع زعيم الغالية برنو روما نفسها ربما بسبب إحدى الأعمال التضليلية التي قام بها البنادقة والغاليون، وتم إجبار الغاليين على التصالح مع الرومانيين.
قدم البنادقة وسكان غاليا كيسالبينا أكثر من مرة المساعدات إلى الرومانيين وأيضًا أثناء غزو بلاد الغال. وفي عام 174 ق.م نتيجة استسلام غاليا كيسالبينا و بداية فترة جديدة باستعمار سهل نهر البو، وبدأت تتضح الأهمية الاستراتيجية العُظمى لمدينة فيرونا، وطالب مجلس الشيوخ الروماني البنادقة والغاليين بتوسيع القلعة المحصنة التي منحوها إياهم على هضبة سان بيتروا، بينما وضع الأهالي والمستعمرين أساس مدينة جديدة وذلك في معاهدة أدجة. في عام 49 ق.م بفضل يوليوس قيصر حصلت فيرونا على الجنسية الرومانية من خلال قانون روفيشيا وأُضيف لها رتبة بلدية كما أنضم إلى مساحتها ريف بمساحة 3,700 كيلو متر مربع؛ حينئذ استطاعت البلدية أن تتباهي باسم جمهورية فيرونا.
تطورت فيرونا وقَوِي اقتصادها أثناء الحكم الجمهوري فبدأت المدينة- التي تقع حاليًا في أنسا أديجي- في التوسع والتجديد. ظلت المدينة كما هي خلال الحكم الإمبراطوري مركزًا استراتيجيًا هامًا جدًا، حيث تم استخدامها كقاعدة مؤقتة للفيلق الروماني. ووصلت المدينة تحت حكم الإمبراطور فسبازيان إلى قمة الغنى والازدهار فكان أخر أكبر عمل فني في القرن الأول الميلادي هو تأسيس مدينة أرينا التي تم تشيدها لأن مدينة فيرونا التي تجاوز عدد سكانها 25,000 نسمة كانت في حاجة إلى صرح عظيم لكي يتثنى لجميع السكان المُشاركة في الاحتفالات. كما تم استغلال الغزو البربري أيضًا للمدينة لأنها كانت الحصن الأول لإيطاليا بداية من المنحدرات و حتى شمال أوروبا ولهذا السبب في عام 265م قام الإمبراطور غاليانو في ستة أشهر فقط بتوسيع أسوار المدينة وتحصينها لتشمل مدينة أرينا.

### تاريخ العصر الوسيط

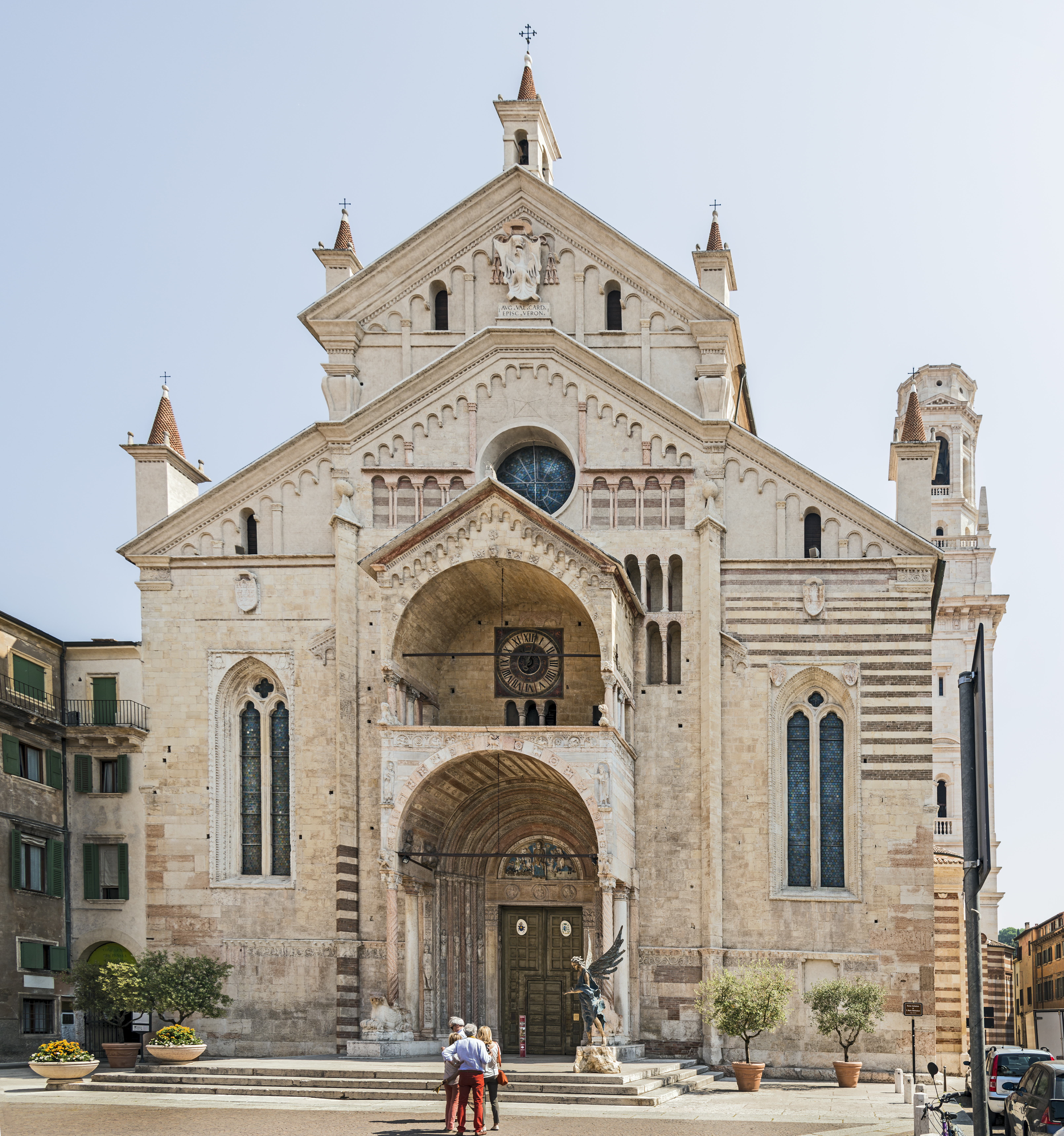
كاتدرائية سانتا ماريا مارتيكولاري –ذات الطراز الروماني- نشأت من رماد كنيستين يعود تريخهما إلى العهود الأولى للمسيحية. كلتا الكنيستين انهارتا خلال زلزال عام 1117

أصبحت فيرونا تحت حكم يثودريك العظيم، المعروف في ألمانيا باسم بيتدريك فون بيرن أي يثودريك حاكم فيرونا مركز عسكري ذو أهمية عُظمى، كما كانت المقر المحبب للملك الذي أعاد إلى المدينة مجدها السابق، كما رفع أسوارها شبه المهدمة أثر الغزو البربري. بعد ذلك قطع اللومبارديون فترة الحكم البيزنطي القصيرة التي تجددت أثر هزيمة القوط الشرقيين في الحرب القوطية على المدينة التي ظلت عاصمة لإيطاليا حتى عام 571م عندما انتقل مقر البلاط اللومباردى إلى مدينة بافيا. على كل ظلت فيرونا عاصمة لأهم مقاطعة دوقية لللمباردية، وإحدى المدن الرئيسية للانغوبارديا الكبرى، إلى جانب ميلانو وتشيفيدالي وبافيدا. في عام 774م جاء شارلمان إلى فيرونا على رأس آخر مقاومة للمبارديين والتي ترأسها ولد ديسيديريوس الأمير اديكس الذي بحث عن ملاذ داخل المدينة قبل أن يتم إجباره على الهرب واضعًا بذلك النهاية لمملكة اللومبارد. يتبع سقوط مملكة اللومبارد نشأة مملكة الفرنجة وتتويج شارلمان عام 800م الذي عين ابنه بيبين حاكمًا على لمباردية. كانت المدينة مقصد لأباطرة الفرنجة الذين رابطوا فيها أيضًا لفترات طويلة واستضافوا بها العديد من اللقاءات.
في السنوات التي تلت عام 1000م دمرت الحروب العديدة إيطاليا الشمالية، غير أن فيرونا كانت تظل دائما وفيْة لإباطرة الإمبراطورية الرومانية المقدسة أثناء النضال الطويل ضد البابوية من أجل تقليد المناصب. تم إنشاء البلدية في عام 1136م بانتخاب أول قناصلة، بينما تم تأسيس حزبين عرفا فيما بعد بأسم الغولفيين والغويلفيين. عانت فيرونا تحديدًا مُنذ البداية من الصراع بين هذين الفصيلين لأنه يوجد بها القوى السياسية لحزب الغويلف بالإضافة إلى مُمثليهم العظام كونتات سان بوني فيتشو في حين أنه كان مُنتشر بالمدينة الغويلفيون ومن بينهم عائلة مونتيجو - ممثليهم الرئيسيين- الذين اشتهروا بمسرحية روميو وجوليت لشكسبير.
ظلت فيرونا مقر للحكم البابوى لمدة خمس سنوات، وفي عام 1181م أسس البابا لوتشو الثالث الكوريا الرومانية في المدينة ذاتها، وعندما توفى عام 1185م دُفِنَ داخل كنيسة الدومو. وفي المَجمع المُغلق الذي عُقد في العام نفسه تم انتخاب البابا أوربان الثالث الذي ألغى تحريم الاقتبال على الإمبراطور فريدريك بربروسا، غير أن سكان فيرونا الذين خشوا من رد فعل فريدريك تظاهروا ضد هذا الإجراء الذي أتُخذ على أراضيهم لدرجة أن أوربان في عام 1186م قرر أن ينتقل مع الكوريا إلى مدينة فيرونا حيث توفي بعد عدة أشهر قليلة. توقف الجدل الدائر بين الفصيلين المُتضادين في عام 1223م عندما تولى اتسالينو الثالث حكم مدينة فيرونا. في البداية كان حكم اتسالينو حكما سلميًا غير أنه بعد أن تعالت الأصوات التي تُصر على مُهاجمة الغولف سجن العديد من مُمثلي هذا الحزب في المدينة ونجح في الحصول على لقب الفيقار الإمبراطوري في إيطاليا، ومنذ هذه اللحظة بدأت فترة طويلة من الحروب والسرقات في المدينة وقلاع الغولف الذين حاولوا أن يستولوا عليها، لذلك بدأ الإمبراطور فريديريك الثاني نفسه الذي منحه لقب فيقار أن يستشعر الخوف من هيمنته، غير أن اتسالينو الثالث واصل نشاطه التوسعي لدرجة أن البابا السندروا الرابع سمح بخروج حملة صليبية ضد اتسالينو الذي تم أسره في النهاية وتوفي بعد ذلك بقليل، وعندها كانت فيرونا هي المدينة الوحيدة التي تحت سيطرته ولم تقع في يد الغولف.
بالفعل في فيرونا، استولى حزب الغويلف على السلطة وانتقلت المدينة بقيادة الزعيم ماسينو الأول ديلاسكال من نظام البلدية إلى السنيورية. شهدت المدينة وبخاصة في عهد السيد المستنير المحترم كانغراندى الأول ديلاسكال فترة جديدة من الازدهار والرفعة لدرجة أن دانتي خصص له أنشودة كاملة في الكوميديا الإلهية عندما تحدث عن الجنة. توسع نطاق حكمه ليشمل جزء لا بأس به في إيطاليا الشمالية فأصبح حاكمًا على فيرونا فيتشنزا، بادوفا، باللونو، فالترا، بسانو، ترافيزوا، بالإضافة إلى أنه حصل على لقب «فيقار الإمبراطور» أي كاهن الإمبراطور لمدينة متوفا وزعيم حزب الغولف في إيطاليا بيد أنه توفي عن عمر يناهز 38 عامًا.
موت كانغراندي جعله يترك السنيورية بدون ولى عهد لذلك آل الحكم إلى أحد أحفاده ماستينو الثاني ديلا سكالا الذي باستيلائه على لوكا، قام بتوسيع السنيورية لتشمل البحر التيراني. الأمر الذي أزعج الدول المجاورة له، وتسبب في تكوين رابطة تشرف عليها جمهورية فينيسيا، وأنضم إليها الدول المجاورة، وتصدى لهم جيش مدينة فيرونا في معركتين كبيرتين قبل استسلامه النهائي. حينئذ شهدت سنيورية ماستينو الثاني ديلا سكالا تقلص لأراضيها؛ كما عانت من الضعف بسبب الخلافات التي نشبت بين الأسر العريقة بها، وأنتهى بها الحال إلى احتلالها من قبل الفيسكونتي الذين امتاز حكمهم بالصرامة، ولكنه لم يدوم طويلًا. وبوفاة جالتسو فيسكونتي الأعظم وقعت المدينة تحت حكم الكرازة. واستغلت مدينة فينيسيااستياء سكان فيرونا والنزاعات المُستمرة بالمدينة فنجح جيشها الذي يدعمهُ أيضًا الشعب في دخول المدينة و هزيمة الكرازة.

### التاريخ الحديث
وُقِّعَ اتفاقًا بين فيرونا و فينيسيا في 24 يونيو 1405م  الذي بمقتضاه عاشت المدينة في سلام فترة طويلة من الزمن دامت حتى عام 1501 حينما هددت سلطات رابطة كامبرية جمهورية فيناتا. سانتا ماريا مارتيكولاري ذات الطراز الروماني نشأت من رماد كنيستين يعود تاريخهما إلى العهود الأولى للمسيحية. كلتا الكنيستين انهارتا خلال زلزال عام 1117م وبانتهاء حرب التحالف المقدس بدأ في فيرونا عهد جديد يمتاز بالسلام وسينتهي بحرب جديدة، ولكن بانتشار مرض الطاعون الفتاك الذي حمله الجنود الألمان إلى إيطاليا عام 1630. امتلأت المدينة بالجثث المحترقة بسبب ضيق المساحة، وكان ذلك بمثابة كارثة حقيقية بالنسبة للمدينة و يكفي أنَّه في عام 1626 بلغ عدد السكان 53,333 نسمة و تقلص ليصبح 20,738 نسمة بانتهاء العدوى؛ أي توفى حينئذ أكثر من نصف سكان القطر. ولكن في نهاية القرن السادس فقط عاد عدد السكان إلى معدله شبه الطبيعي (في عام 1793] وصل إلى 49.000نسمة).
شهد القرن الثامن ازدهار في الاقتصاد وتشييد الكنائس والقصور ذات الأهمية، وكان المعماري مايكل ساميكالي صاحب إحدى أهم الأبنية؛ ونشاْ أيضا في هذا العصر الذي شهد ميلاد جديد للفن والثقافة الحفلات الموسيقية في فيرونا. بالإضافة إلى عشرات الأكاديميات التي تشير إلى ازدهار النشاط الثقافي على نطاق أوروبي. في مايو 1796م أثناء احتلال إيطاليا انهزم النمساويين في البيامونتا على يد الجنرال نابليون والأفكار الثورية الفرنسية على سكينة سكان فيرونا. بالفعل استولى الأستراليون أثناء انسحابهم على باسكياره وقضوا على حيادية فيناتا، وأستغل نابليون هذه الأحداث و استولى على باسيكاره ودخل بعد ذلك مدينة فيرونا.

### التاريخ المعاصر

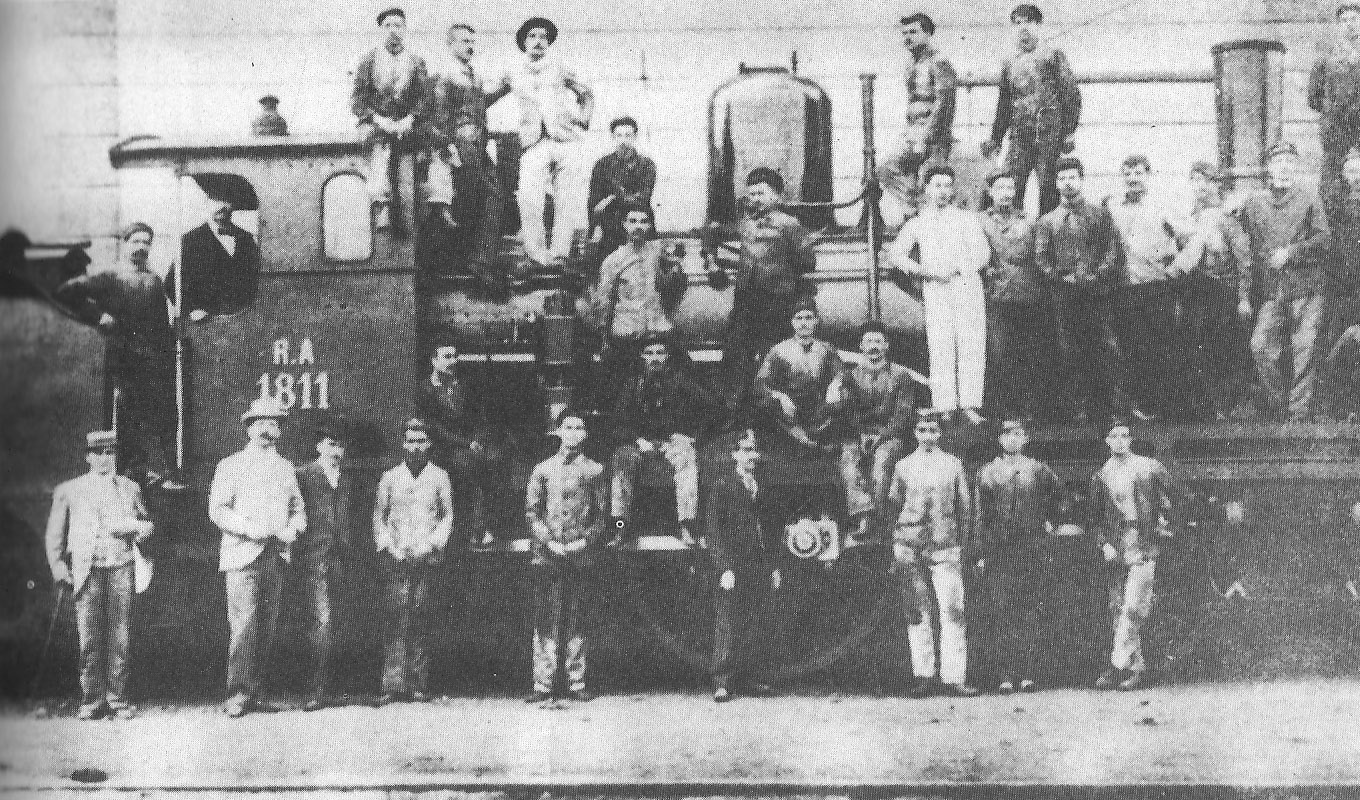
ورش السكك الحديدية داخل محطة فيرونا ببورتا فيسكوفو أكبر الصناعات بمنطقة فيرونا حتى عام 1866م

في عام 1797م سلم نابليون بونابرت المدينة إلى النمساويين بمقتضى معاهدة كامبوفورميو وذلك بعد أن ثارت المدينة -الفصيحيون
الفيرونيون- ضد حكم الفرنسيين، فأثبت سكان فيرونا قدراتهم على تحمل ضربات وقصف المدافع الفرنسية على المدينة، غير أنهم لم يتحملوا مقاومة حصار 15,000 جندي لهم. وفي النهاية وصل عدد الوفيات إلى 500 جندي فرنسي، وألف جريح تقريبًا فضلا عن 2,400 أسير (من بينهم 500 جندي و1.900 من زويهم)، وتماثل للشفاء نحو 3,000 جندي فرنسي في أثناء الثورة ولم يشارك في القتال قرابة ألف ما بين موتى وأسرى. تم تقسيم مدينة فيرونا بمقتضى معاهدة لونا فيللى إلى قسمين على طول نهر أديجي: الجزء الأيمن للفرنسيين والجزء الأيسر (الذي أحتقره الفرنسيون وأطلقوا عليه فيرونيتا - أي فيرونا الصغيرة- ومن هنا جاء أسم فيونيتا للنمساويين، وظل على هذا الحال حتى عام 1805 إلى أن سلم النمساويين فيرونا بأكملها في يد النمساويين، وظلت كذلك حتى عام 1866، وأصبح هذا المؤتمر بمثابة القمة الإستراتيجية الأهم في الكوادريلاترو (منطقة ذات أهمية عسكرية في هاسبورغ التي مثلت درع ضد هجمات سكان البومونتي الذين سعوا إلى الاستيلاء على مملكة لومبارديا فينيسيا النمساوية).
في16 أكتوبر 1866، بدأ تاريخ فيرونا الإيطالية باستيلاء آل سافوري على إقليم فينيتو في أعقاب حرب الاستقلال الإيطالية الثالثة. مُنذ ذلك الحين مرت المدينة بفترة من الهدوء النسبي التي تُعكر صفوها أثر أزمة اقتصادية استمرت حتى بعد الحرب العالمية الثانية، وكانت سبب أساسي في هجرة مئات الاْلاف من سكان فيرونا. في عام 1882 تعرضت فيرونا إلى فيضان تريمندا اللوفينو، وغمرت مياه نهر أديجي جزء كبير من المدينة لذلك لحماية المدينة من الفيضانات الأخرى تم بناء جدران تسمى ب موراليونى وبذلك تخلت المدينة عن إحدى معالمها المميزة«كمدينة كانت تعيش على المياه».
كانت فترة الحرب العالمية الثانية فترة قاسية جدًا؛ كانت خلالها مدينة فيرونا واحدة من أكثر المدن المُتضررة من التفجيرات (11,627 دمار شامل و 8,347 أضرار بالغة). بعد سقوط الحركة الفاشية الإيطالية أصبحت فيرونا بالفعل مقر لخمسة وزارات و زعماء ألمان مُهمين؛ كما أصبحت مركز للجمهورية الإيطالية المشتركة. قضت دعوة فيرونا المرفوعة ضد غالياتسو تشانو وقادة فاشيين آخرين متهمين بالتآمر مع بادوليو لاعتقال موسوليني.

### أصل التسمية
أصل تسمية فيرونا غير معروف ولكن مع مرور الوقت وُضِعَتْ فرضيات عدة حول أصل الاسم:
- قد تعود جذوره إلى البندقية أو من جذور مدينة الغال.
- الفرضية الثانية مستمده من أن اللاحقة (اونا-one) توجد في العديد من أسماء الغال.
- أما النظرية الأكثر أثارة للاهتمام ترى أن الاسم مأخوذ عن قبائل الأتروسكان؛ فبالقرب من لمبوركيو في مدينة توسكان يوجد مكان يسمى تحديدا (فيرونا). فضلا عن ذلك يوجد في نفس المنطقة مكانان يدعى فيرونا وفيّرونا - وليس بعيد عنهم- فيرولّا (سابقا فيرونولا)، وتُستمد هذه الأسماء من أسماء أشخاص الأتروسكان، لذلك فمن المحتمل أن يكون اسم المدينة أيضًا له جذور تعود إلى الأتروسكان[31].
 وفقًا للأسطورة (التي يرويها المؤرخ جالفانو فياما) أن المؤسس الوهمي لمدينة فيرونا هو زعيم الغالية برنّو الذي أطلق أسم «فروما»-أي روما الملعونة- على المركز الجديد العامر بالسكان الذي سيصبح فيما بعد فيرونا.[32]

### الرموز

شعار سنيورية سكاليارا

نشأ شعار النبّالة حوالي مُنتصف القرن الثالث عشر الميلادي عندما أصبحت فيرونا أيضًا مدينة حرة. يتكون علم المدينة السابق من صليب أبيض على أرضية حمراء وحل محل علم فيرونا الفنون المكون من صليب ذهبي على خلفية زرقاء اللون وهي نفسها الألوان الحالية لشعار النبّالة لفيرونا. رمز آخر لمدينة فيرونا - الذي استمد أيضًا من شعار مقاطعة - وهو شعار سكالياروا، وهو المتعارف عليه. يتكون من سلم أبيض بأربع أو خمس أوتاد على أرضية حمراء. هُناك أيضًا نسختين من هذا الشعار على الرغم من أنها اليوم تبدو غير معروفة: إحداهما تتكون من كلبين منتصبين على جانبي السلم، والأخرى تتكون من النسر الإمبراطوري على رأس السلم، وتم الموافقة عليه رسميًا من قبل البونينو ديلا سكال و غراندى ديلا سكال.

### الأوسمة

ميدالية ذهبية للشرف المدني (من أجل البطولة و الأعمال الخيرية التي تعرض حياة فاعلها للخطر البين على الحياة- أثناء الفيضانات غير المعتادة التي حدثت في عام 1882).

الميدالية الذهبية للبسالة العسكرية

يرجع عمر المدينة إلى آلاف الأعوام المليئة بالتقاليد البعثية على الرغم من اضطهاد جيوش العدو لها و تمزيقها بفعل عملياتهم العسكرية أثناء الحروب الدامية و أثناء فترات العبودية خلال عشرين شهرًا من النضال. شهدت فيرونا - بدماء خيره أباءها في السجون و على المشانق روح الحرية شارك فيها مواطنون من كل الطبقات الاجتماعية وأنضم إليهم في سبتمبر 1943 قوات أخرى كانوا يقيمون بفرنسا واليونان ويوغوسلافيا. عزز نشاط لجنة التحرير الوطني عمليات حرب العصابات، فزادت الرقابة و نشاط التجسس لصالح قوات الشرطة المختلفة فأصبحت مظهرًا أساسيًا لمقاومة التحرير في إيطاليا، وفي الفترة ما بين شهري يوليو وأكتوبر عام 1944 تم اعتقال واحد تلو الآخر من أعضاء التنظيم و تم تعذيبهم والزج بهم إلى مُعسكرات التعذيب المختلفة مدى الحياة.
في 17 يوليو 1944 تخلل مجموعة من المناضلين إلى سجن كالتسي بهدف تحرير أنصار حركة المناهضة الفاشيّة الوطنية. فإراقة الدماء وقذف القنابل، والاعتداءات، وتدمير مدن بأكملها سواء في السهول أو مناطق جبال الألب لم يهدئ من المقاومة بل أشعلها في فيرونا التي تستحق بجدارة أن تكون بطلة حركة البعث الإيطالية الثانية. فيرونا- سبتمبر 1943- أبريل 1945.

## آثار و أماكن ذات أهمية
تعد فيرونا واحدة من أعظم المدن الفنية بإيطاليا وذلك لأنها غنية بالأعمال الفنية و الأثرية . أما التطور الفنى
للمدينة فهو معقد ولكنه يبُرز الفن الروماني و الفن الحديث جداريين فنيين ( حتى النصف الثاني من القرن الثامن):
تحيط الجدران الرومانية قلب المدينة بين باب بورساى، و باب ليونى، وحوائط جالليانو من جانب.
ومن جانب آخر نجد ما يسمى بالطريق الدائري الكامل مع حصن صغير يعود لعصر الانبعاث ( تم إنجازه في عهد النمساويين).

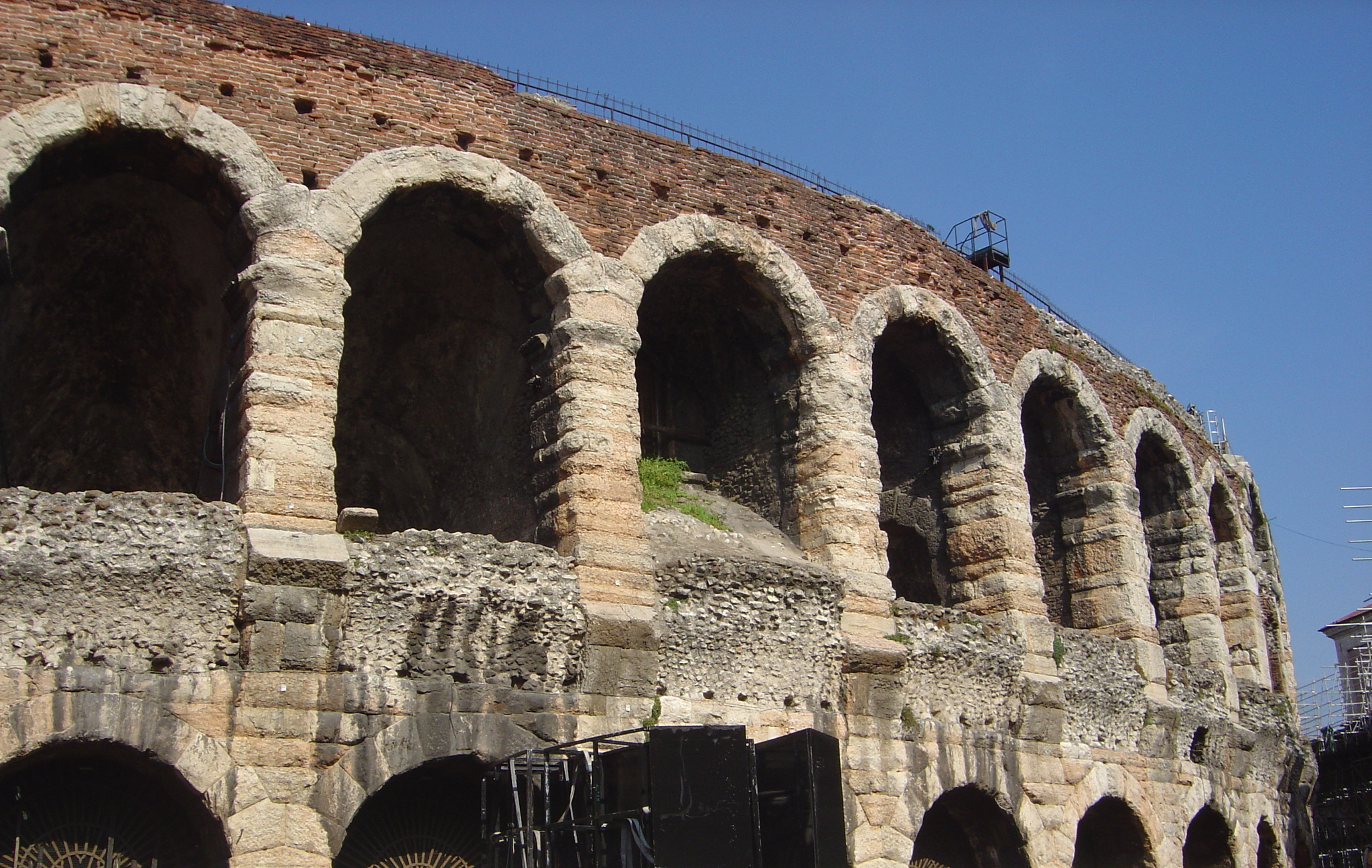
أرينا دي فيرونا
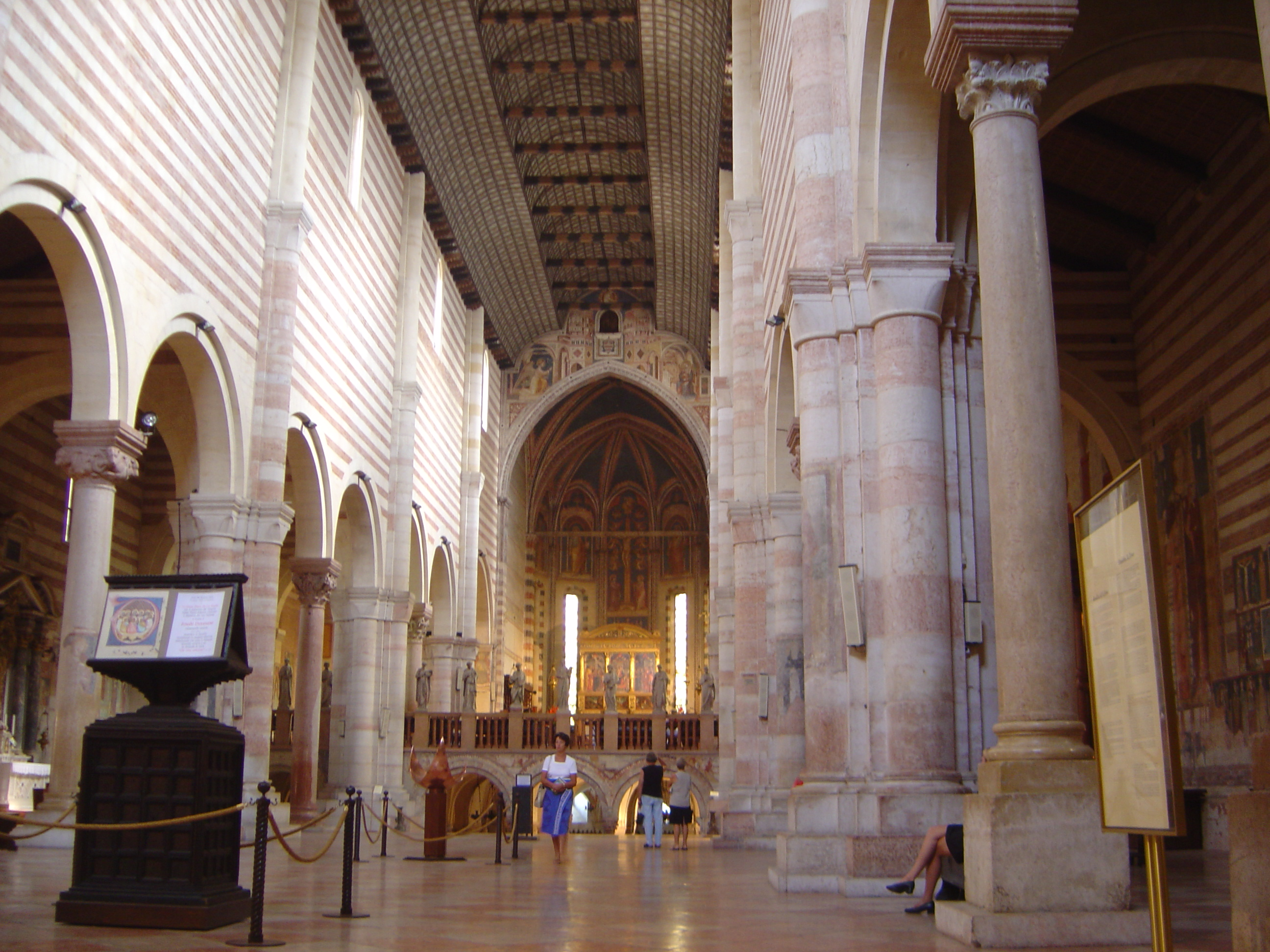
كنيسة سان زينو
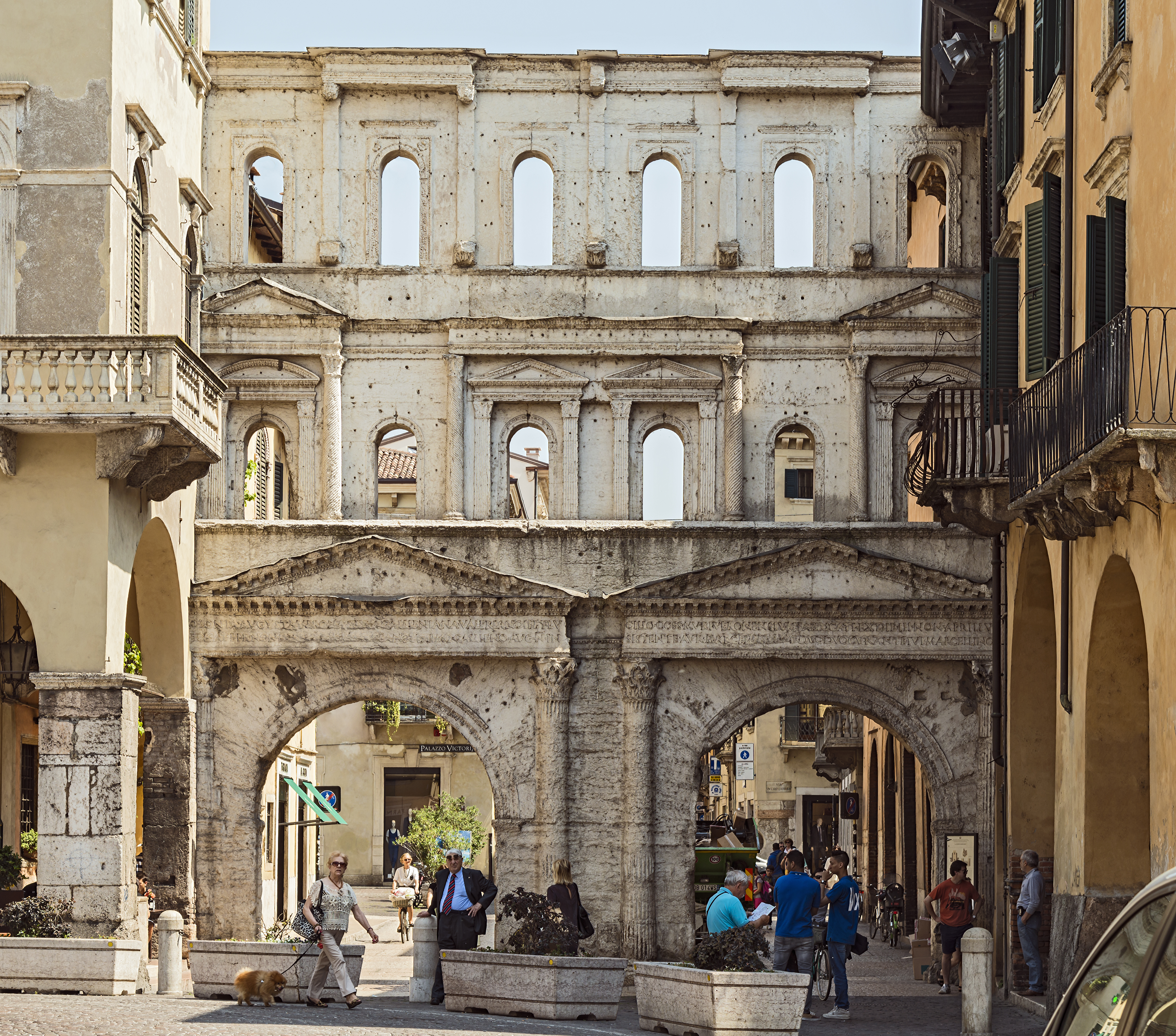
بورتا بورساري
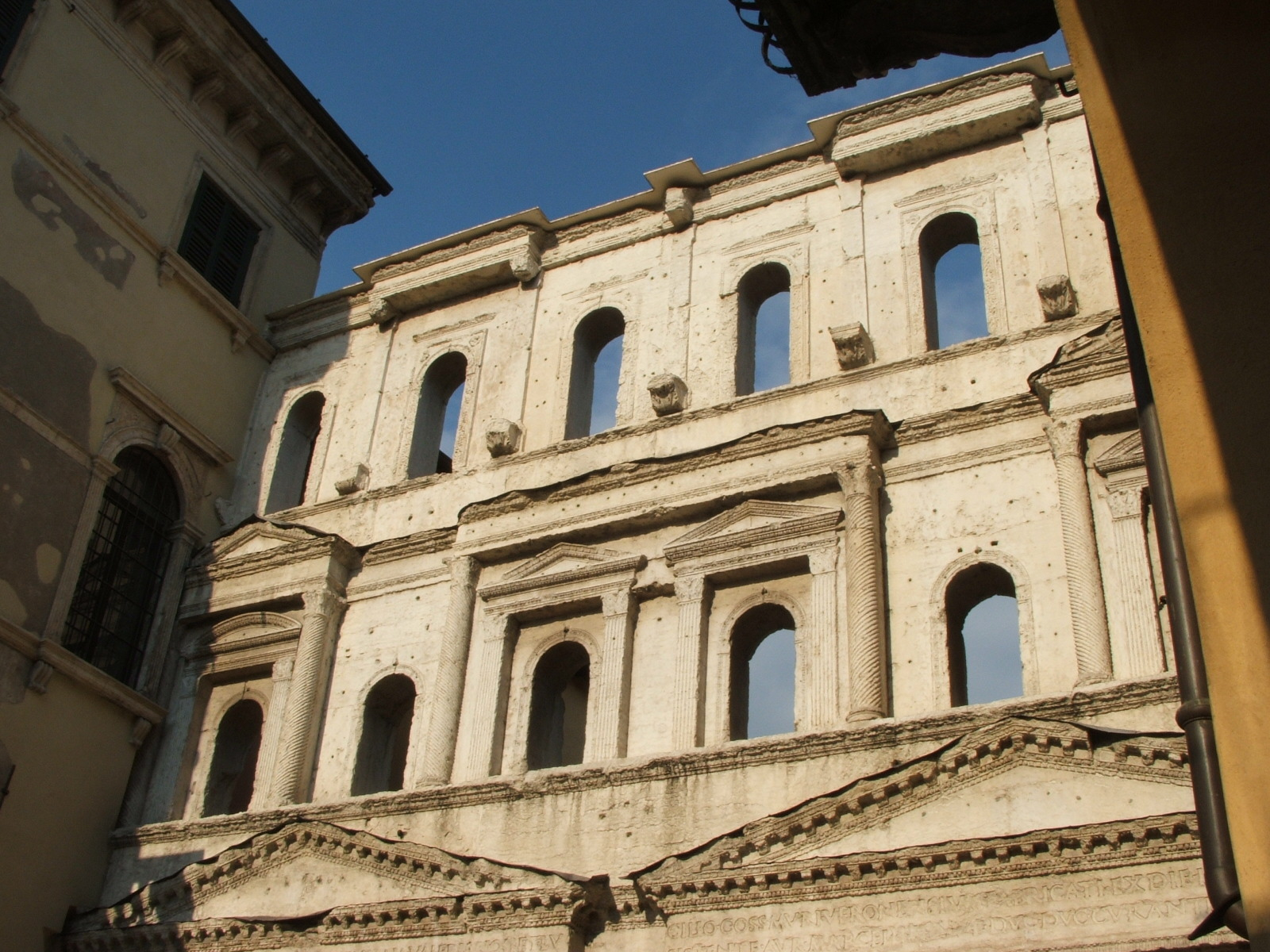
الجزء العلوي من بورتا بورساري
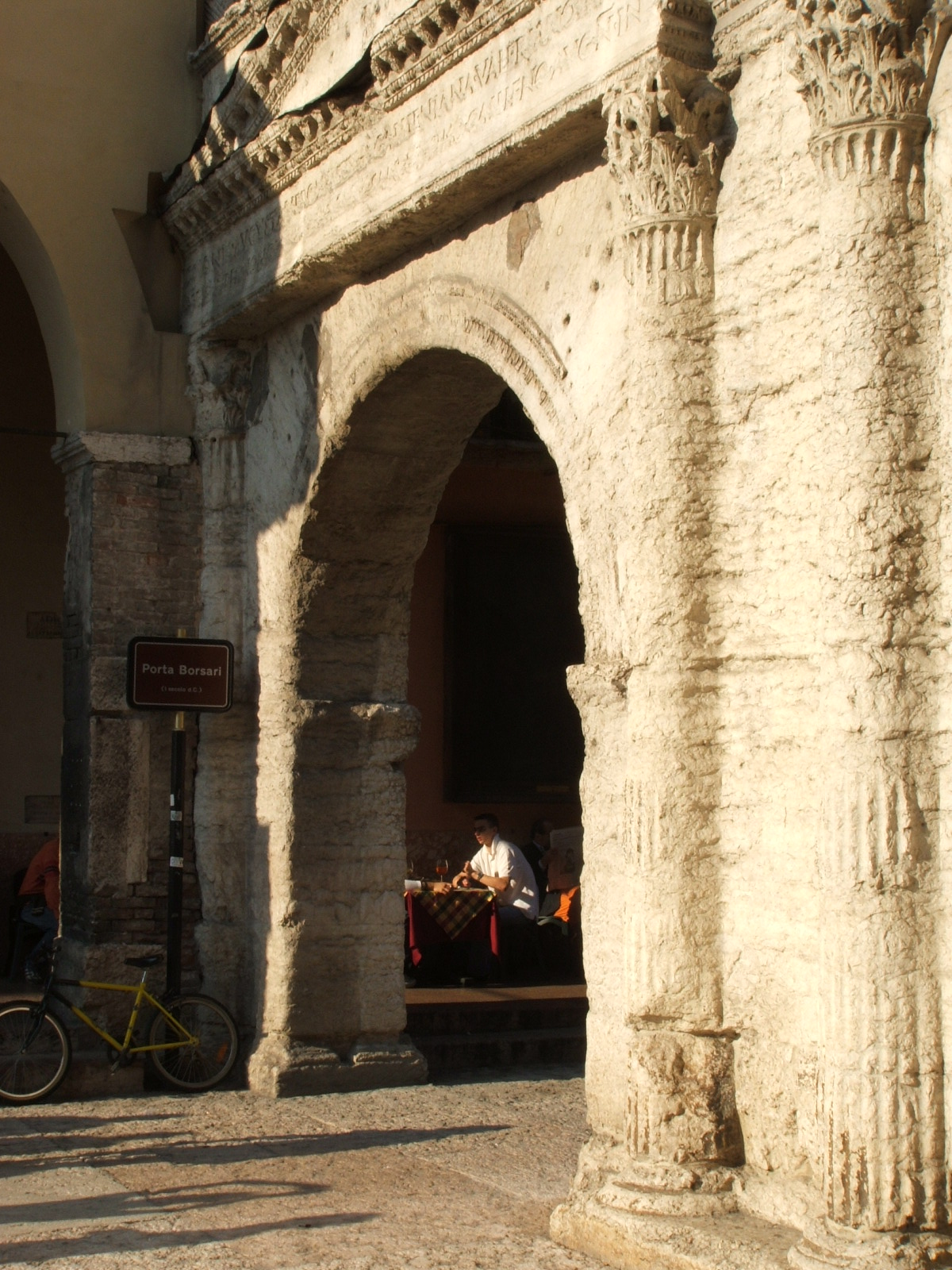
أحد القوسين المشكلان لبورتا بورساري
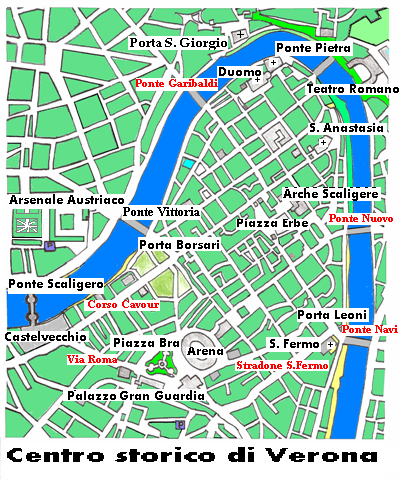
الوسط التاريخي مع أهم المعالم
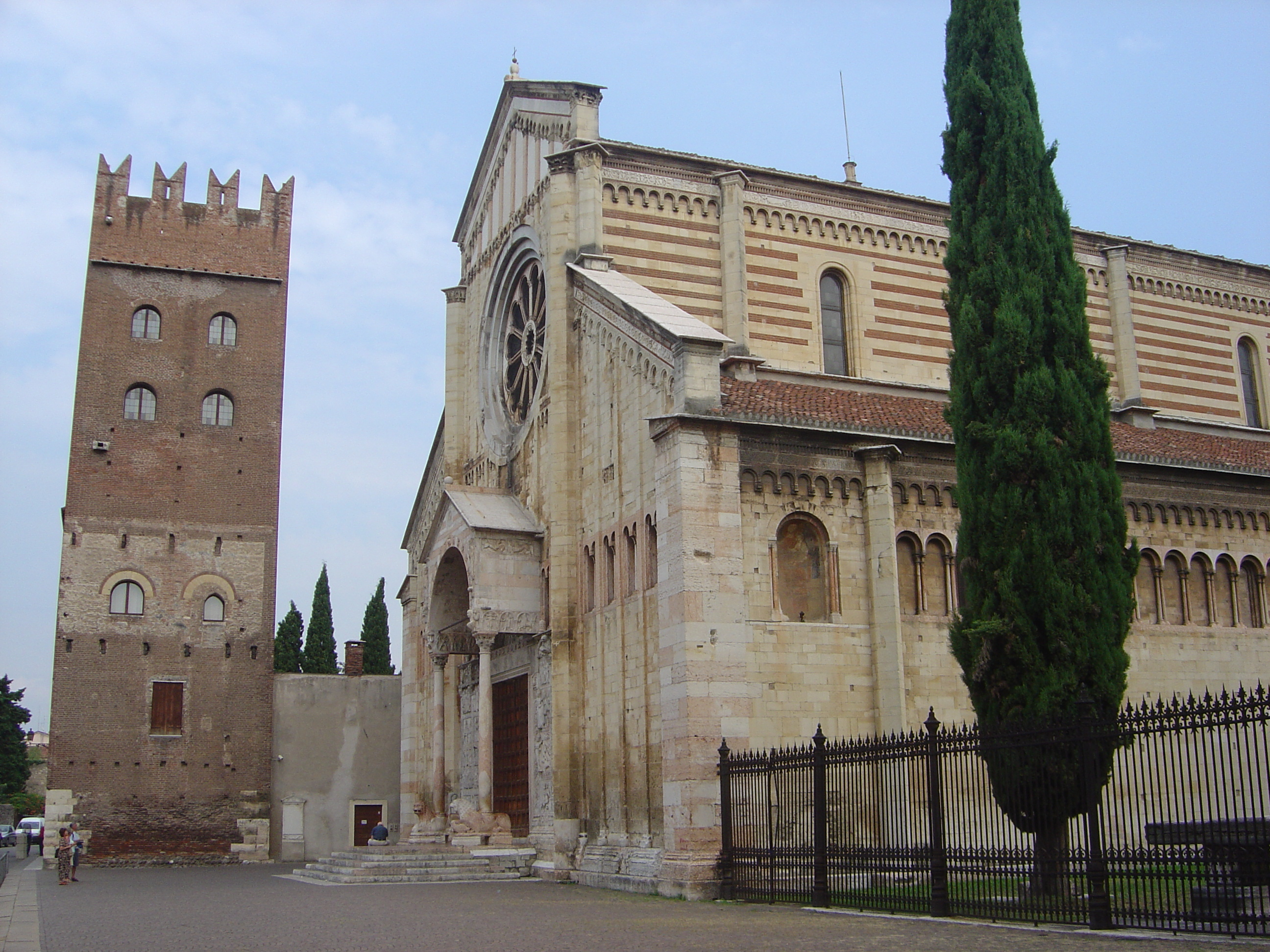
كنيسة سان زينو
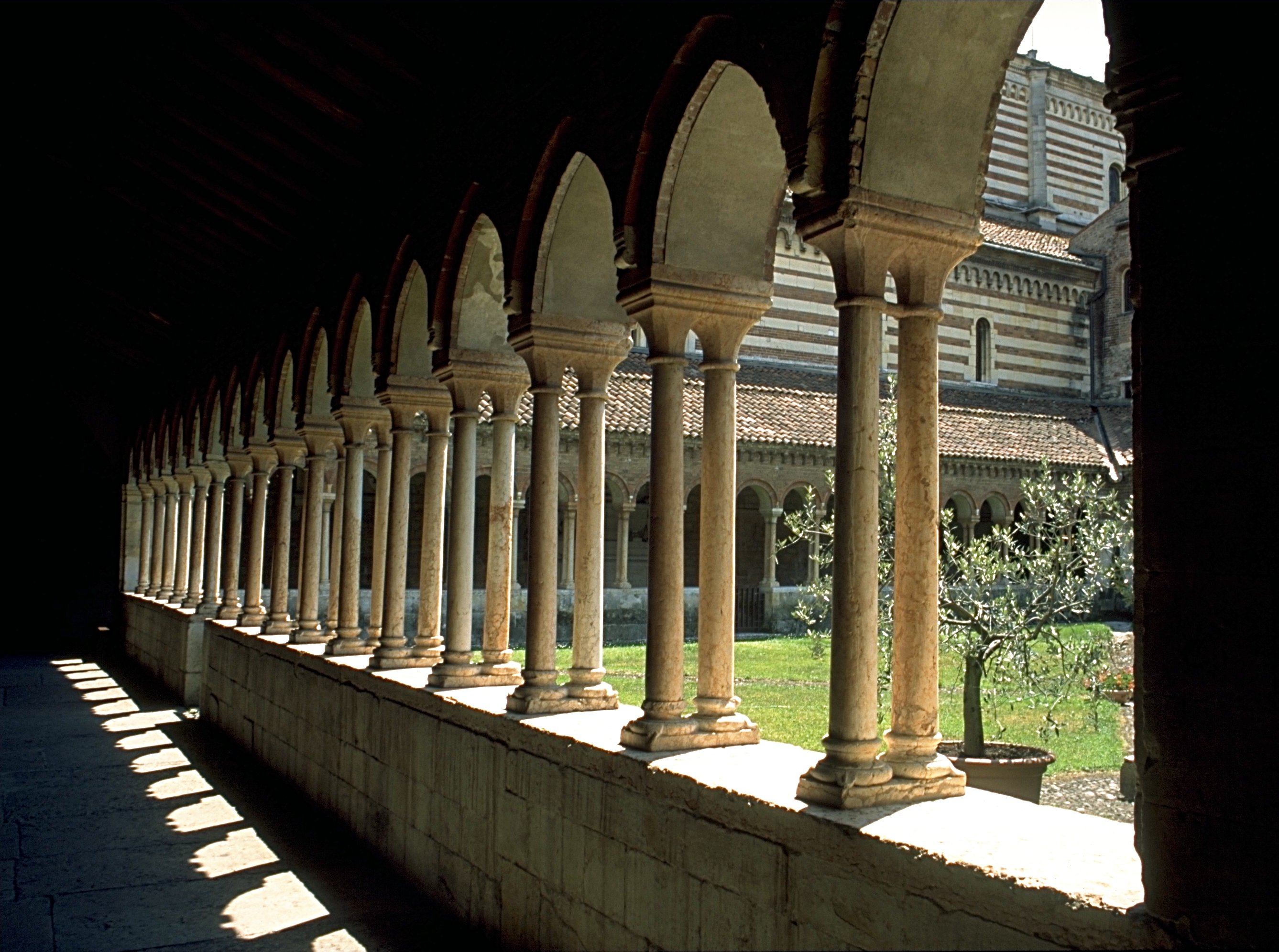
كنيسة سان زينو
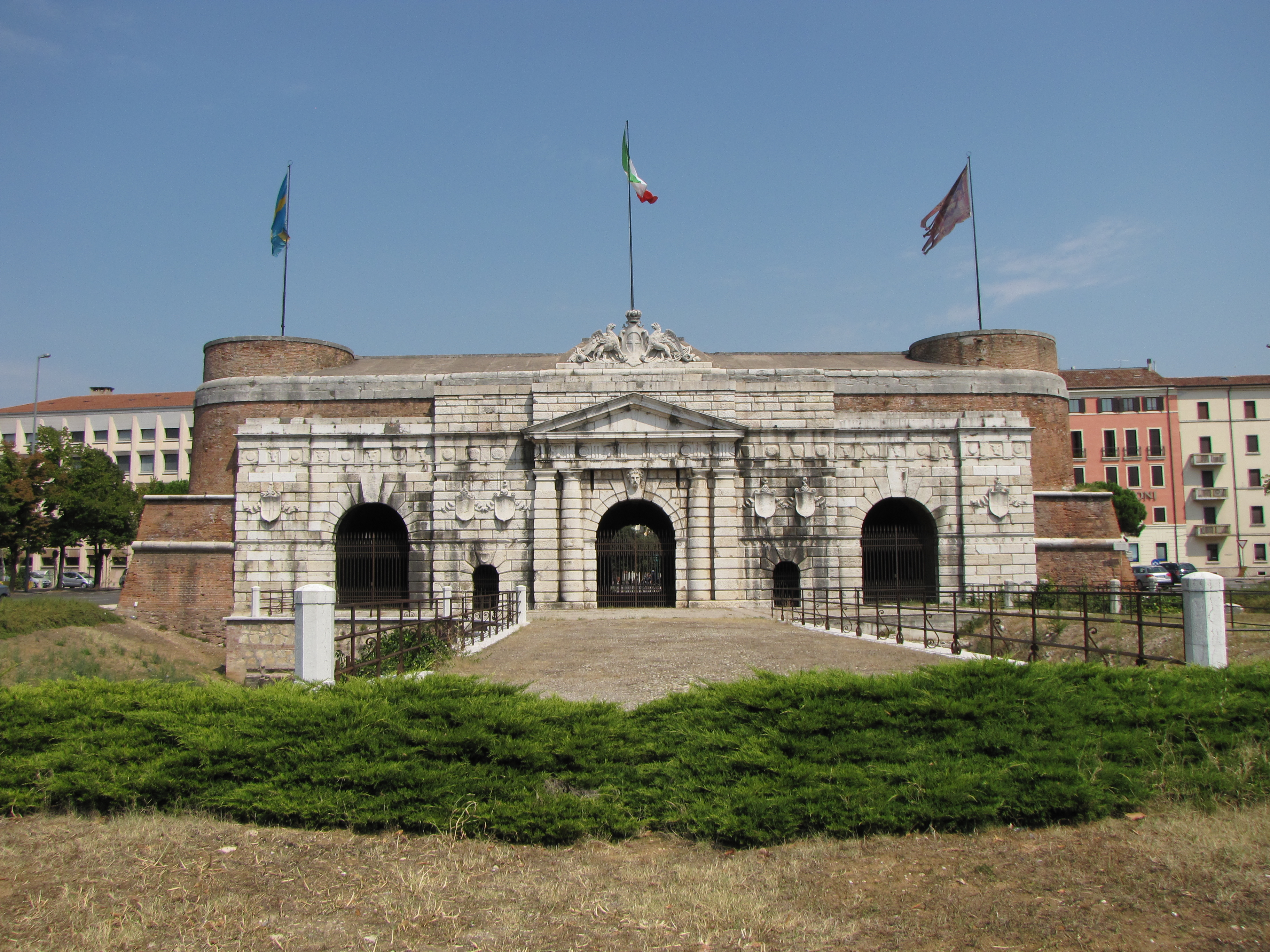
بورتا نووفا - مدخل فيرونا الجنوبي
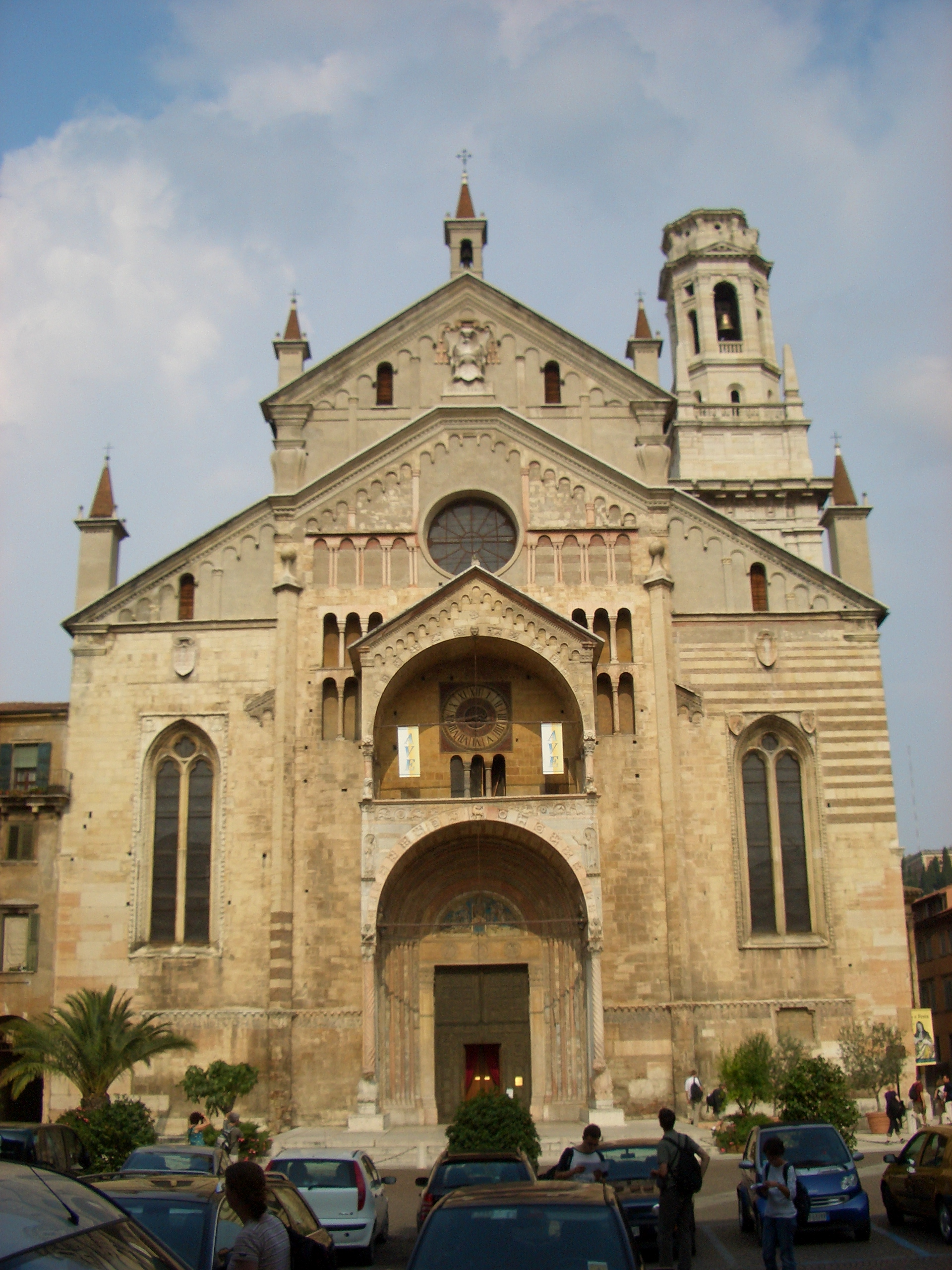
الكنيسة
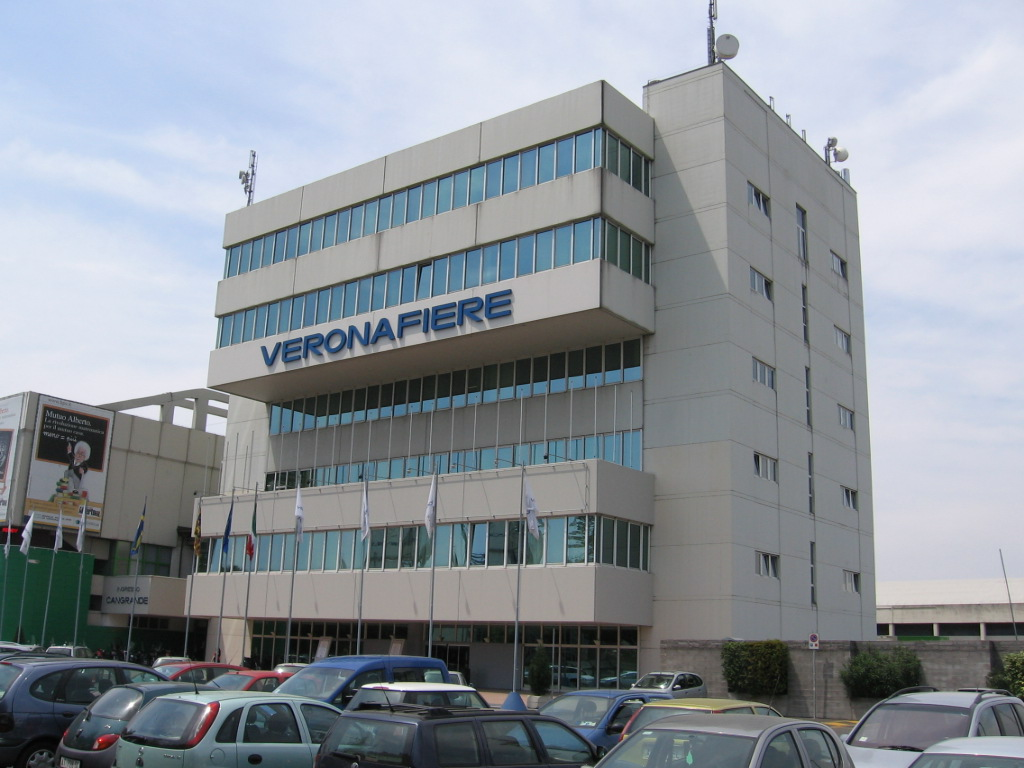
معرض فيرونا
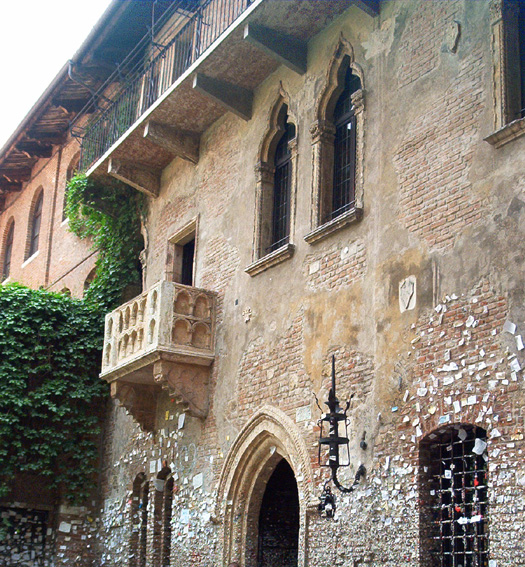
شرفة روميو وجولييت الشهيرة
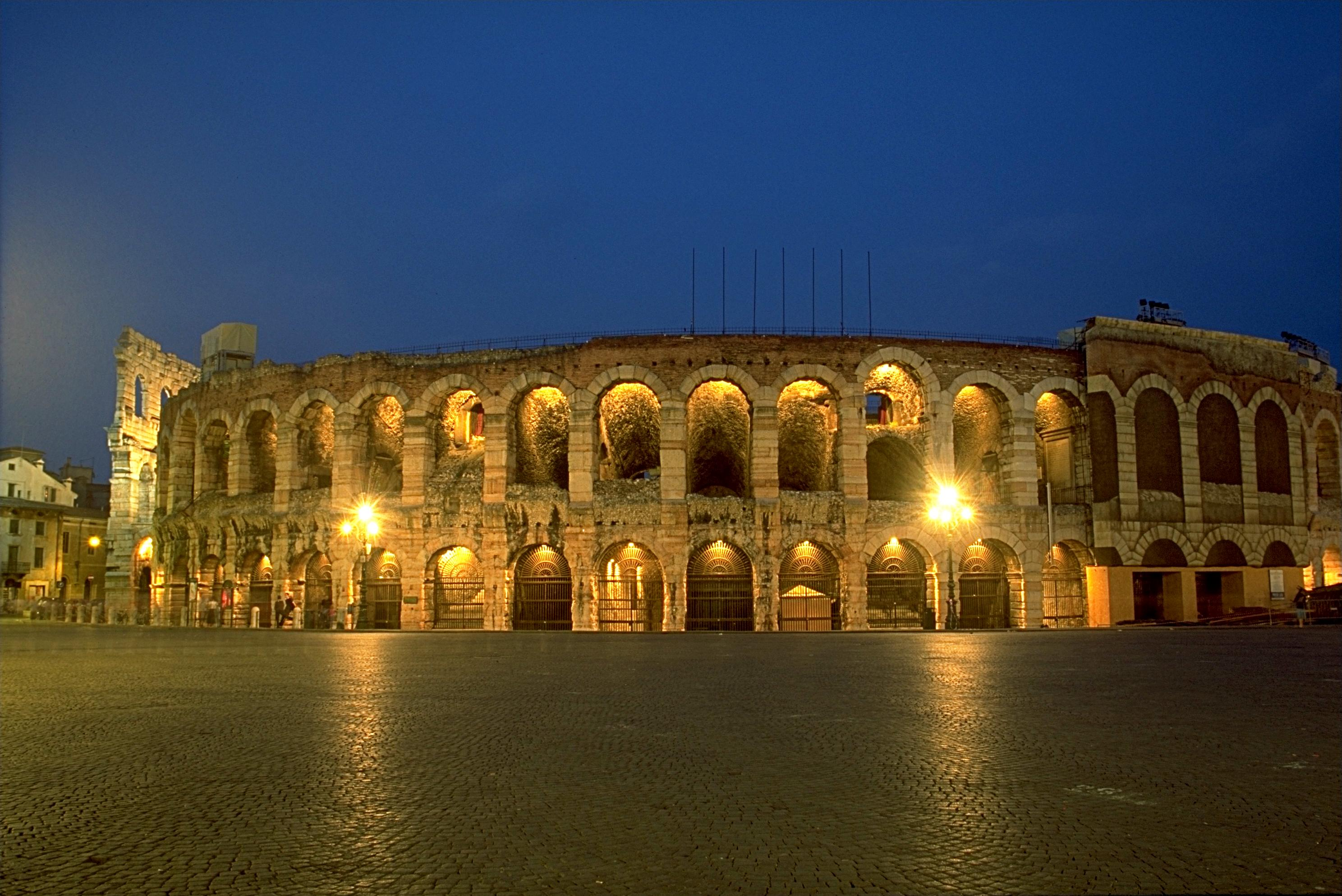
أرينا دي فيرونا
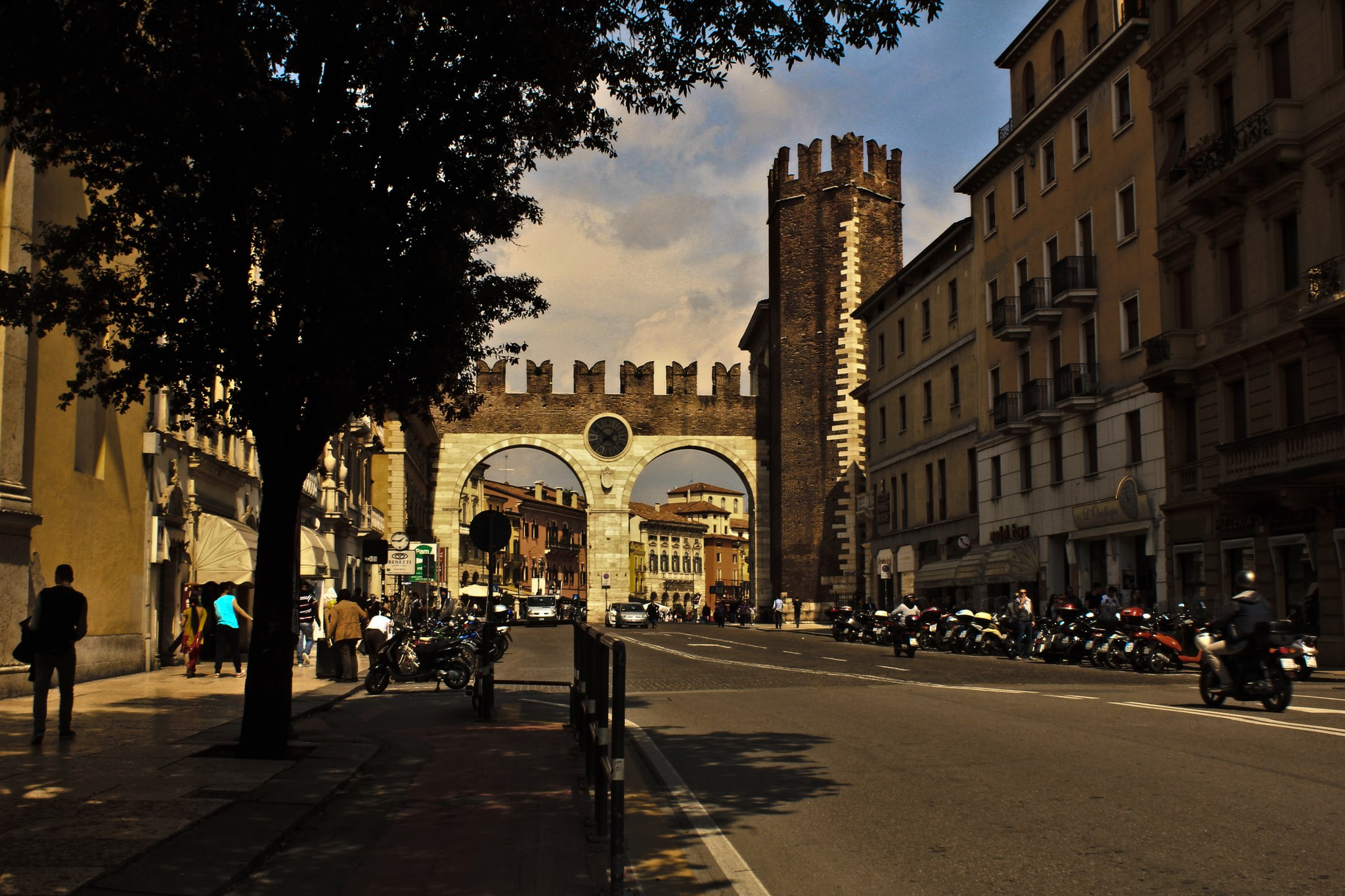
بوابات ديلا برا Portoni della Brà

## وصلات خارجية
- الموقع الرسمى لبلدية فيرونا نسخة محفوظة 19 يونيو 2012 على موقع واي باك مشين.
- الموقع الرسمى لأكاديمية الفنون الجميلة في فيرونا
- الموقع الرسمى لجامعة فيرونا
- فيرونا
- الموقع الرسمى لساحة فيرونا
- السياحة والترفية في فيرونا